# Baryssinus bilineatus
Baryssinus bilineatus es una especie de escarabajo longicornio del género Baryssinus, tribu Acanthocinini, subfamilia Lamiinae. Fue descrita científicamente por Bates en 1864.
El período de vuelo de la especie se presenta durante los meses de enero, febrero y marzo.

## Descripción
Mide 9 milímetros de longitud.

## Distribución
Se distribuye por Brasil, Ecuador y Guayana Francesa.